# Vareje
Vareje so naselje v Občini Divača.